# Thục Huệ phi
Thục Huệ phi (chữ Hán: 淑惠妃, ? - 1713), Bát Nhĩ Tề Cát Đặc thị, là phi tần của Thanh Thế Tổ Thuận Trị hoàng đế. Bà là em gái của Hiếu Huệ Chương Hoàng hậu, Hoàng hậu thứ hai của Thuận Trị đế.

## Tiểu sử
Thục Huệ phi xuất thân Bát Nhĩ Tề Cát Đặc thị, thuộc bộ tộc Khoa Nhĩ Thấm Mông Cổ. Tằng tổ phụ là Trung Thân vương Trại Tang (寨桑), cha của Hiếu Trang Hoàng thái hậu. Trại Tang có con trai là Tra Hãn (查罕), sinh ra Xước Nhĩ Tế (綽爾濟) chính là cha của Huệ phi. Ngoài Huệ phi, Xước Nhĩ Tế còn có một con gái là Hiếu Huệ Chương Hoàng hậu, do vậy Hoàng hậu và Huệ phi là chị em ruột (không rõ cùng mẹ hay không). Xét vai vế gia tộc, bà gọi Bát Nhĩ Tề Cát Đặc phế hậu bằng cô (do Phế hậu là con của Ngô Khắc Thiện, anh trai Xước Nhĩ Tế) và là cháu của Thuận Trị Đế.
Năm Thuận Trị thứ 11 (1654), tháng 5, bà cùng Hiếu Huệ Chương Hoàng hậu nhập cung. Khi này nguyên phối Bát Nhĩ Tề Cát Đặc thị của Thuận Trị bị phế, Hiếu Huệ Chương Hoàng hậu được lập Kế hậu, còn bà được phong Thứ phi. Năm Khang Hi thứ 12 (1673), ngày 4 tháng 12 ÂL, Khang Hi Đế tấn tôn cho 4 vị Di phi của Thuận Trị Đế, bà được phong hiệu Hoàng khảo Thục Huệ phi (皇考淑惠妃). Điển lễ tương đồng lúc tôn phong Thọ Khang Thái phi.
Căn cứ Thanh Nội vụ phủ kinh thành toàn đồ (清内务府京城全图) dưới triều Càn Long, phía Bắc của Thọ Khang cung có một tòa Hàm An cung (咸安宫) - bố trí 3 thiền viện tương tự Thọ Khang cung dùng để cho các phi tần triều Thuận Trị vào ở. Khi Nhân Hiến Hoàng thái hậu còn ở đây (bản đồ vào năm Khang Hi thứ 21, khi này Khang Hi Đế chưa sửa Ninh Thọ cung dâng cho Thái hậu), thì các vị Thục Huệ phi cùng Cung Tĩnh phi, Đoan Thuận phi, Ninh Khác phi và chư vị di phi phúc tấn khác của Thuận Trị Đế đều ở tại ba tòa tiểu viện ở phía Bắc trong khuôn viên cung điện.
Năm Khang Hi thứ 53 (1713), ngày 30 tháng 10 (âm lịch), Thục Huệ phi qua đời, thọ hơn 70 tuổi. Bà được an táng vào lăng mộ riêng của Hiếu Huệ Chương Hoàng hậu, tức Hiếu Đông lăng (孝東陵) thuộc Thanh Đông lăng, cùng với 6 vị Phi, 17 vị Cách cách cùng 4 vị Phúc tấn khác, đều là những tiểu phi tần của Thuận Trị Đế. Theo bản vẽ vị trí Hiếu Đông lăng, thì vị trí mộ của bà xếp sau Khác phi, Trinh phi, Điệu phi, to lớn nhất là chủ nhân ngôi mộ - Hiếu Huệ Chương Hoàng hậu, cũng là chị của bà.